# International Webmasters Association
International Web Association (IWA) o "Associazione internazionale per la professionalità nel web" è un'associazione professionale non-profit per i professionisti del web che offre corsi di formazione e di certificazione.
IWA ha riferito 100 capitoli ufficiali in rappresentanza di oltre 22.000 singoli membri in 106 paesi. IWA dal 2006 redige le prime linee guida del settore per gli standard etici e professionali, programmi di certificazione e formazione Web, risorse specializzate di lavoro, e l'assistenza tecnica per privati e aziende.
IWA agisce all'interno del W3C: i membri IWA partecipano alle attività del W3C WCAG Working Group, gruppo di lavoro ATAG, Gruppo di Lavoro XHTML e altro gruppo di lavoro e intesting come multimodale, istruzione e la divulgazione.